# Asplenium morrisonense
Asplenium morrisonense là một loài thực vật có mạch trong họ Aspleniaceae. Loài này được (Hayata) Hayata miêu tả khoa học đầu tiên năm 1914.